# Rudresh Mahanthappa
Rudresh Mahanthappa (* 4. Mai 1971 in Triest, Italien) ist ein US-amerikanischer Jazz-Saxophonist und Komponist.

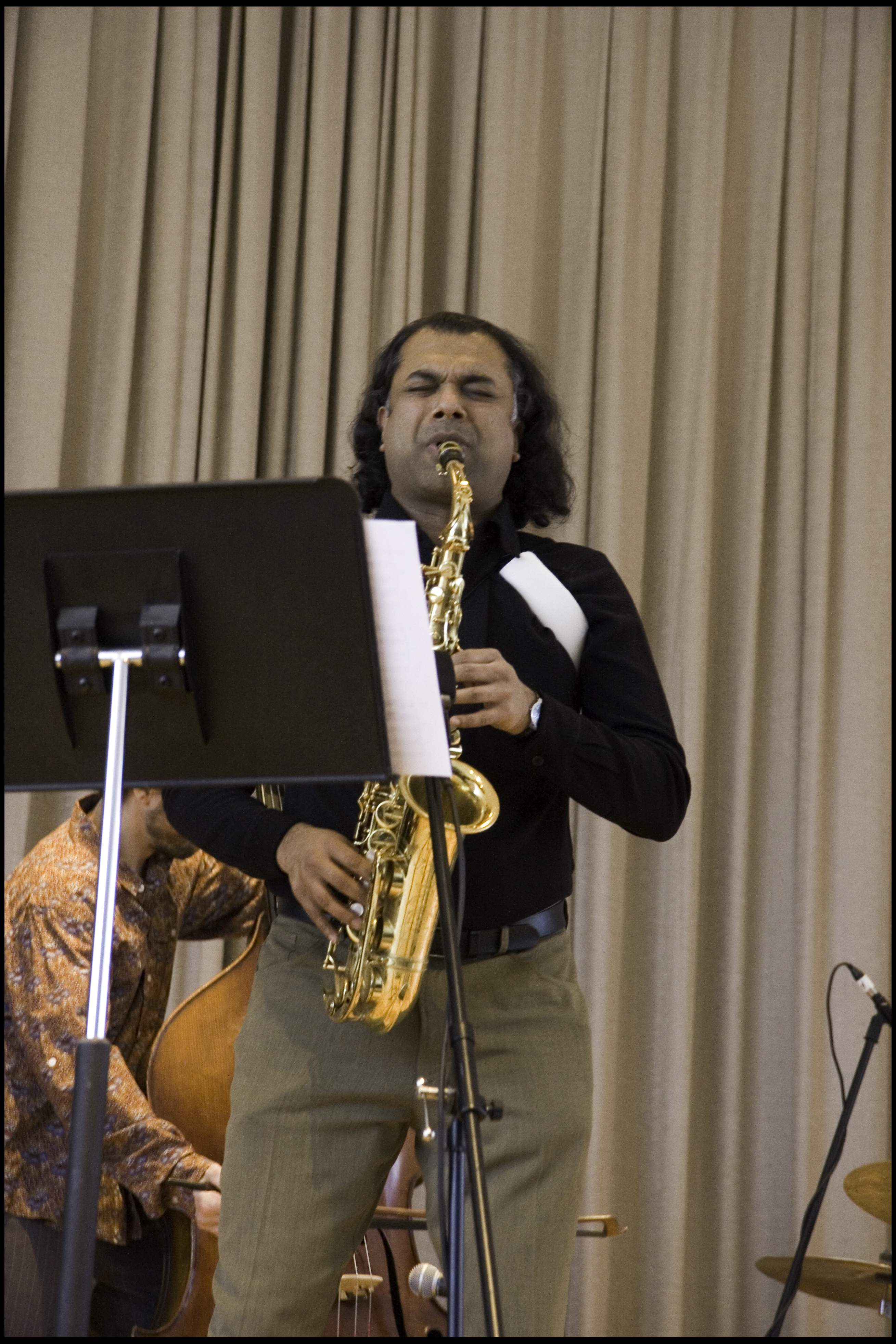
Rudresh Mahanthappa

## Leben und Wirken
Der von indischen Einwanderern abstammende Mahanthappa wuchs in Boulder/Colorado auf und studierte bis 1992 am Berklee College of Music, um dann bis 1998 ein Masterstudium in Jazzkomposition an der DePaul University in Chicago zu absolvieren. Er trat mit Musikern wie David Murray, Steve Coleman, Jack DeJohnette, Samir Chatterjee, Von Freeman, Tim Hagans, Fareed Haque, Howard Levy, David Liebman, Greg Osby, Kevin Ellington Mingus und Dr. Lonnie Smith auf.
Er arbeitet in mehreren Ensembles: dem Rudresh Mahanthappa Quartet (mit Vijay Iyer, François Moutin und Elliot Humberto Kavee), dem Raw Materials (mit Vijay Iyer), dem Dual Identity (mit Steve Lehman), dem Dakshina Ensemble (einem Indo-Jazz-Septett mit Kadri Gopalnath) und MSG (mit Ronan Guilfoyle und Chander Sardjoe). In Europa war er 2008 mit dem französischen Trio Dupont T auf Tournee, 2012 mit Nguyên Lê, Rich Brown und Gene Lake.
1996 erschien sein erstes Album Yatra mit Ryan Shultz, Jim Trompeter, Larry Kohut und Jerry Steinhilber, 2002 folgte Black Water und 2004 Mother Tongue mit dem Rudresh Mahantappa Quartet.

## Preise und Auszeichnungen
Das gemeinsam mit Kadri Gopalnath eingespielte Album Kinsmen (2008)  erhielt 2009 von der Jury des Preis der deutschen Schallplattenkritik den Vierteljahrespreis in der Kategorie Jazz. 2009, 2010 und 2011 wurde er als bester Altsaxophonist mit dem Jazz Journalists Association Award ausgezeichnet. 2011 wurde sein Album Apex (mit Bunky Green) in die Vierteljahres-Bestenliste des Preises der deutschen Schallplattenkritik aufgenommen. 2011 und 2012 gewann er auch den Kritikerpoll des Down Beat. 2015 wurde sein Album Bird Calls (ACT) Jazzalbum des Jahres in den Down Beat Kritiker-Polls und er wurde Sieger für Altsaxophon und in der Rising Star Kategorie als Komponist.

## Diskographische Hinweise
- Bird Calls (ACT, 2015)
- Gamak (ACT, 2013)
- Samdhi (ACT, 2011)
- Apex (Pi Recordings, 2010)
- Apti (innova, 2008)
- Kinsmen (Pi Recordings, 2008)
- Codebook (Pi Recordings, 2006)
- Raw Materials (Savoy Jazz, 2006)
- Mother Tongue (Pl Records, 2004)
- Agrima (2017)
- Hero Trio (2020)